# Монсеф Бакрар
Монсеф Бакрар (фр. Monsef Bakrar, нар. 13 січня 2001, Сетіф, Алжир) — алжирський футболіст, нападник клубу МЛС «Нью-Йорк Сіті» та національної збірної Алжиру.

## Ігрова кар'єра

### Клубна
Монсеф Бакрар народився у місті Сетіф і його першим клубом був місцевий ФК «Сетіф». 9 січня 2021 року нападник зіграв першу гру в основі клубу. У 2022 році в складі «Сетіфа» Бакрар брав участь у турнірі африканської Ліги чемпіонів, де лише у півфіналі поступилися єгипетському «Аль-Ахлі». 
В липні 2022 року як вільний агент Бакрар перейшов до хорватського клубу «Істра 1961», підписавши річний контракт з можливістю продовження угоди. 29 липня у матчі проти загребського «Динамо» Бакрар дебютував у хорватському чемпіонаті. Забивши вісім голів в сезоні, Бакрар допоміг клубу посісти п'яте місце в чемпіонаті, що є кращим результатом в історії «Істри 1961».
Не дивлячись на зацікавленість у послугах гравця з боку загребського «Динамо» та іспанського «Алавеса», влітку 2023 року Бакрар перейшов до клубу МЛС «Нью-Йорк Сіті», з яким підписав контракт на три з половиною роки з опцією продовдення ще на один рік.

### Збірна
У 2022 році в складі олімпійської збірної Алжиру Бакрар брав участь у Турнірі в Тулоні, де в чотирьох матчах забив один гол.
22 березня 2024 року у товариському матчі проти команди Болівії Монсеф Бакрар дебютував у складі національної збірної Алжиру.